# Seshemnefer III
Pour les articles homonymes, voir Seshemnefer.
Seshemnefer III, est un vizir de l'Égypte antique ayant probablement exercé sa magistrature sous le règne de Djedkarê Isési, pharaon de la Ve dynastie. Il occupe donc un rang éminent dans la hiérarchie sociale de l'Égypte antique, cette charge équivalent au poste de premier ministre et de confident du roi.

## Généalogie
Seshemnefer appartient à une famille de courtisans et de dignitaires de la Ve dynastie. Il porte le nom de son père et possède également un mastaba non loin de celui de ce dernier (G 5080).
Il épouse une dame au nom d'Hétephéres, portant les titres de fille royale, de prêtresse d'Hathor dame du sycomore et de prêtresse de Neith, l'ouvreuse des chemins. De cette union naîtront deux fils. Son aîné portera également le nom de Seshemnefer, tandis que le second se nommera Néfersechemptah. Tous deux sont des scribes royaux rattachés à l'administration du vizir, leur père.

## Sépulture

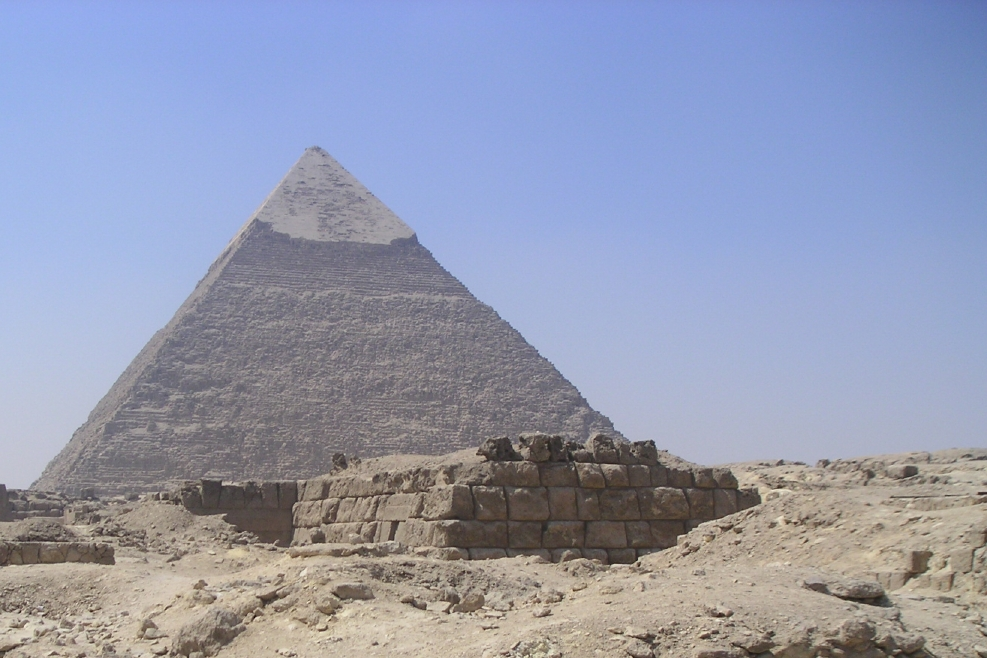
Vue du mastaba de Seshemnefer III à Gizeh

Son mastaba a été mis au jour à Gizeh par Hermann Junker dans les années 1910. Il est situé dans la nécropole occidentale du célèbre site, parmi une véritable ville de mastaba. Il possède une chapelle d'accueil à laquelle on accède par une courette donnant sur l'extérieur du monument. L'ensemble des pièces de la tombe est décoré de reliefs qui au moment de leur découverte conservaient encore leur couleur. 
La salle des offrandes, avec ses deux fausses-portes destinées au culte funéraire du défunt et de son épouse, a été prélevée du site et est actuellement visible au musée de l'université de Tübingen en Allemagne. Les scènes que les murs de cette chapelle comportent ont ainsi conservé toute leur fraîcheur et font partie des chefs-d'œuvre du genre exposés parmi les collections égyptologiques.
Dans la pièce principale, dans une longue procession figurée sur quatre registres, défilent les trente-six domaines funéraires rattachés au culte funéraire du vizir. 
Parmi ces domaines, vingt-et-un sont royaux et dépendent du culte funéraire de souverains aussi ancien que Snéfrou :
- deux sont au nom de Snéfrou,
- cinq, au nom de Khéops,
- un, au nom de Khéphren,
- cinq, au nom d'Ouserkaf,
- cinq, au nom de Sahourê,
- un, au nom de Néferirkarê,
- enfin deux sont au nom d'un pharaon dont le nom a été martelé méticuleusement, et dont seul le signe Rê subsiste à l'intérieur du cartouche. Plusieurs souverains pourraient correspondre mais, pour cette période de l'Ancien Empire, rares sont ceux à avoir été effacés des documents officiels, comme la tombe du vizir pouvait l'être. Il est probable que le cartouche de ce souverain devenu anonyme soit celui Chepseskarê.

Cette tombe comportait trois puits desservant trois sépultures attribuées à Séchemnéfer et sa famille. Son sarcophage en calcaire a été retrouvé dans l'une d'elles ainsi que quelques restes du viatique funéraire qui l'accompagnait.